# Peio
Peio település Olaszországban, Trento megyében. Lakosainak száma 1817 fő (2023. január 1.). Peio Pellizzano, Valfurva, Vermiglio, Ossana, Rabbi, Ponte di Legno és Martello községekkel határos.

## Népesség
A település népességének változása:
| Lakosok száma | 1837 | 1832 | 1817 |
|               | 2017 | 2018 | 2023 |